# 永璋
愛新覚羅 永璋（あいしんかくら えいしょう、雍正13年5月25日（1735年7月15日） - 乾隆24年（1760年）8月16日）は、清の乾隆帝の第三皇子。母は純恵皇貴妃蘇佳氏。

## 生涯
永璋は雍正13年5月25日（1735年7月15日）に雍正帝第四皇子宝親王（後の乾隆帝）の第三子として生まれた。生母は格格（妾）の蘇氏であった。同年、祖父の雍正帝が崩御し、父の宝親王が乾隆帝として即位した。
永璋が15歳の時、彼がまだ乗馬しながら弓を射ることが出来ないことを乾隆帝が嘆いている。
また、同じ時期、乾隆帝は永璋に循郡王の称号を授けた。
循郡王の「循」という字は、満洲語で「温和」を意味し、永璋本人の温和で柔らかな性格だけでなく、永璋と生母の純貴妃や和碩和嘉公主同様に肺を患っていて、体が弱かったことも表しているとされる。
乾隆24年（1759年）8月16日、父の乾隆帝や母の純貴妃に伴い山荘で避暑していた際に、持病の肺疾患が重篤化し、乾隆帝が純貴妃とともに先に北京に返させ、チャンキャ・ホトクトらチベット仏教の高僧たちに祈祷を命じたにも関わらず、乾隆24年（1760年）8月16日に亡くなった。

## 家庭

### 妻妾
- 嫡福晋科爾泌博爾済吉特(ホルチン・ボルギジト)氏 - モンゴルのホルチン王家出身の理藩院侍郎観音宝（ジャンギンボ）の一人娘。母は理密親王胤礽の娘で、雍正帝養女の和碩淑慎公主。乾隆51年（1786年）頃亡くなったとされる。子は無し。
- 側福晋某氏 - 乾隆19年(1754年)に嫁ぎ、乾隆21年（1756年）に亡くなった。
- 側福晋完顔氏 - 最初は妾として嫁いだ。夭逝した一子を産む。
- 側福晋瓜爾佳氏 - 玉鳳の娘。最初は妾または使女として嫁ぐ。縣君の生母。

### 子女
産まれて成長したのは一男一女のみ。
しかし、一男も2歳で夭逝した為、異母弟永瑆の第二子。綿懿を養子に迎える。

#### 男子
- 実子：夭折 - 生母は側福晋完顔氏。2歳で夭逝。
- 養嗣子：貝勒綿懿 - 同母弟永瑆の第二子。生母は乾隆帝の最初の皇后孝賢純皇后富察氏の弟フヘンの娘嫡福晋富察氏

#### 女子
- 長女：縣主 - 生母は側福晋瓜爾佳氏。モンゴル貴族塔布囊丹巴多爾済（タブナンデンバードルジ）に嫁ぐ。

## 登場作品
- 如懿伝 〜紫禁城に散る宿命の王妃〜（2017年、中国、演：チョン・シンユエン）